# Izgar, Caraș-Severin
Izgar este un sat în comuna Vermeș din județul Caraș-Severin, Banat, România.

## Legături externe

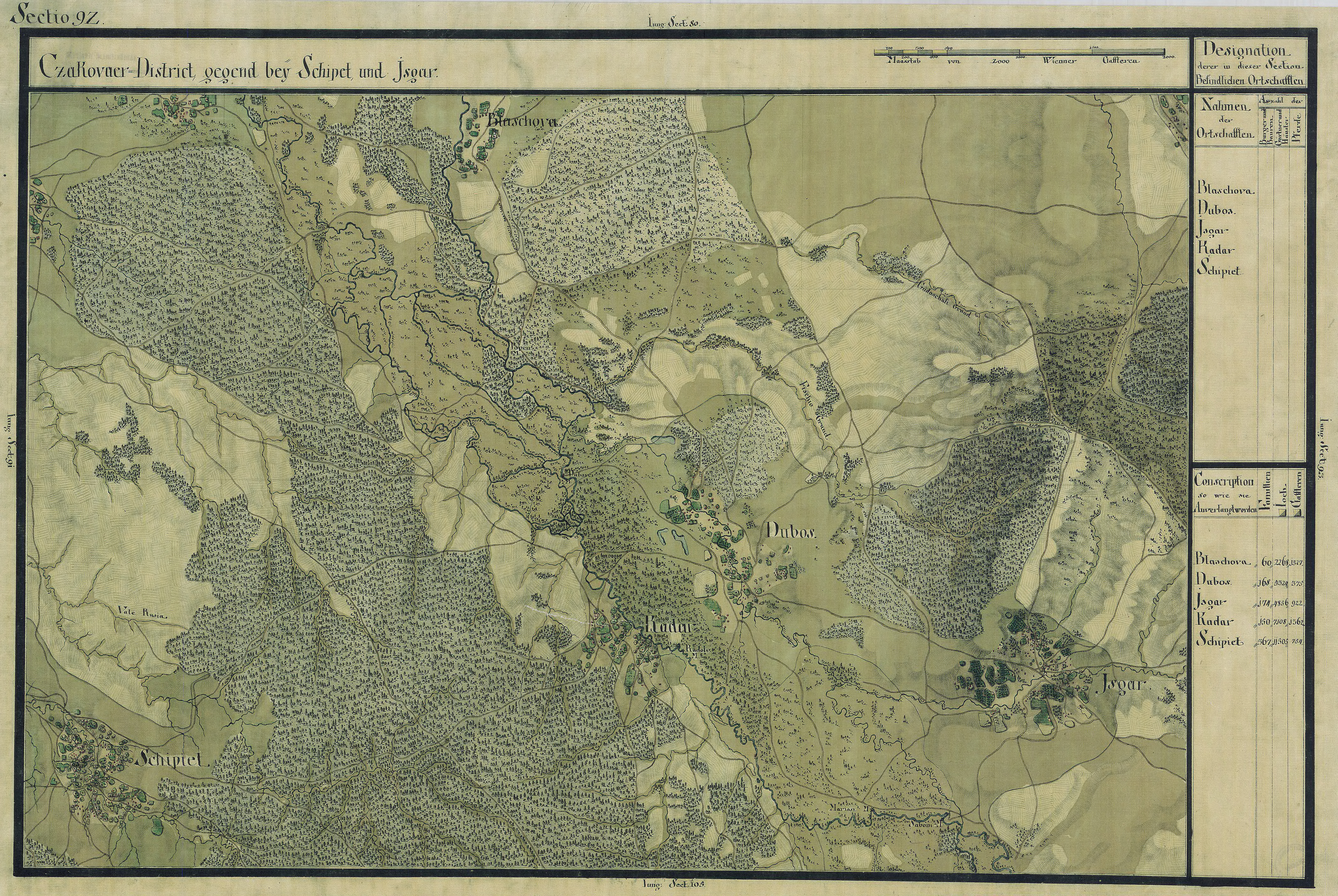
Izgar în Harta Iosefină a Banatului, 1769-72